# ショウガラゴ
ショウガラゴ (学名：Galago senegalensis) は、霊長目ガラゴ科ショウガラゴ属に分類される霊長類。ショウガラゴ属の模式種。

## 分布
セネガルからスーダン・エチオピア・ケニア・タンザニアにかけて
模式標本の産地（模式産地）は、セネガル。

## 概要
アカシアの多い疎林をはじめ、深い森林や川辺林などさまざまなタイプの植生環境に適応している。
枝の間を俊敏に飛び回り、素早く走り回る。夜によい視界を確保するための大きな目、強い後足、バランスを保つ長い尾を具える。昆虫などの小動物、果実、樹脂などを餌とする雑食性。
生まれたばかりの頃は目が半開きで、自由に動く事ができない。2-3日後、母親は仔を口で運び、食事の間は近くの枝に置いておく。
成雌は縄張りを持つが、自分の仔とは共有する。雄は成熟すると母親の縄張りから去るが、雌は残り、近縁の雌達とその未成熟の子供で構成された社会的グループをつくる。若い雄は雌達の群と重なり合った1匹ずつの縄張りを持ち、一匹の成雄はその場所の全ての雌と交尾する。そのような縄張りを持てなかった雄達はしばしば小さな独身同士のグループを作る。
鳴き声と通り道への尿によるマーキングでコミュニケーションしあう。夜の終わりには群の一員が特別な掛け声を出し、葉で出来た巣や枝の集まりや木の洞で眠るために集まる。

## 分類
以下の亜種の分類は、Groves(2005)に従う。
- Galago senegalensis senegalensis É. Geoffroy, 1796
- Galago senegalensis braccatus Elliot, 1907
- Galago senegalensis dunni Dollman, 1910
- Galago senegalensis sotikae Hollister, 1920

以前はGalago moholiが南部の亜種と考えられていたが、現在は別種として扱われている。

## 人間との関係
分布が非常に広く生息数も多いと考えられていることから、2019年の時点では種として絶滅のおそれは低いと考えられている。一方で農地開発などが原因の生息地の破壊による影響が懸念されている。1977年に霊長目単位でワシントン条約附属書IIに掲載されている。